# سوني إكسبيريا تي
سوني اكسبيريا تي (بالإنجليزية: Sony Xperia T)‏ هو هاتف ذكي من سوني موبايل كوميونيكيشنز يعمل بنظام أندرويد، تم طرحه في الأسواق في 28 أغسطس 2012.

## الخصائص
- نظام التشغيل: أندرويد.
- الكاميرا الأمامية: 1.3 ميجابكسل.
- الكاميرا الخلفية: 13.0 ميجابكسل.
- الشاشة: إل سي دي.
- الوزن: 139 غ (4.90 أونصة).
- المعالج: 1.5 جيجا هرتز ثنائي النواة.
- الذاكرة: 1 جيجابايت.

كما تم مؤخرا قيام شركة سوني بإصدار هواتف من نفس الطراز ذات تقنيات أحدث ومن أمثلتها إكسبيريا تي 2، وإكسبيريا تي 3.